# Austromitra hayesi
Austromitra hayesi is een slakkensoort uit de familie van de Costellariidae. De wetenschappelijke naam van de soort werd in 1999 voor het eerst geldig gepubliceerd door Turner.